# Edwards County, Texas
Edwards County är ett administrativt område i delstaten Texas, USA, med 2 002 invånare (2010). Den administrativa huvudorten (county seat) är Rocksprings.

## Geografi
Enligt United States Census Bureau så har countyt en total area på 5 491 km². 5 491 km² av den arean är land och 0 km² är vatten. 

### Angränsande countyn
- Sutton County - norr
- Kimble County - nordost
- Kerr County - öster
- Real County - sydost
- Uvalde County - sydost
- Kinney County - söder
- Val Verde County - väster